# Termisk energi
Termisk energi bliver i daglig tale ofte kaldt varme eller varmeenergi. Det er en energiform, som ligger lagret i atomers og molekylers uordnede bevægelse. Den beskrives med SI-enheden joule J. 
Et stofs termiske energi er defineret som,
{\displaystyle E_{th}=mc\Delta T}
hvor E er den varme, som tilføres et stof med den specifikke varmekapacitet c, når temperaturtilvæksten er ΔT [K]. Bemærk at den specifikke varmekapacitet, c også er kendt under betegnelsen, s.
En tilførsel af varme øger molekylernes bevægelse og dermed den termiske energi, mens en bortdræning af varme formindsker den. Hvis bevægelsen hos de enkelte atomer i et stof er lig 0, så må dets temperatur være på det absolutte nulpunkt, da m og c altid er større end 0. Kelvin-skalaen bruger dette som udgangspunkt. 
Hvis to systemer med forskellig temperatur bliver bragt sammen, så vil temperaturerne udlignes ved varmeudveksling. I sådan en situation vil der altid (uden hjælp udefra) ske en transport af varmeenergi fra systemet med den højeste temperatur til det med den laveste. (jf. termodynamikkens 0. lov). Denne udligning foregår, indtil der ikke er nogen temperaturforskel mellem systemerne. Denne proces kaldes varmeledning.
I daglig tale forveksler man ofte varme, termisk energi og temperatur med hinanden, og begreberne bliver brugt som synonymer. Et eksempel fra smeltningsprocessen viser dog tydeligt, at der er en forskel på indholdet af de tre begreber: Hvis man tager is med en temperatur på 0º C,må man øge dens termiske energi, hvis man vil smelte den. Der må altså tilføres varme. Temperaturen stiger dog ikke under selve smeltningsprocessen, da al den tilførte varme bliver brugt til at skabe faseændringen fra fast til flydende.